# Trygve Bång

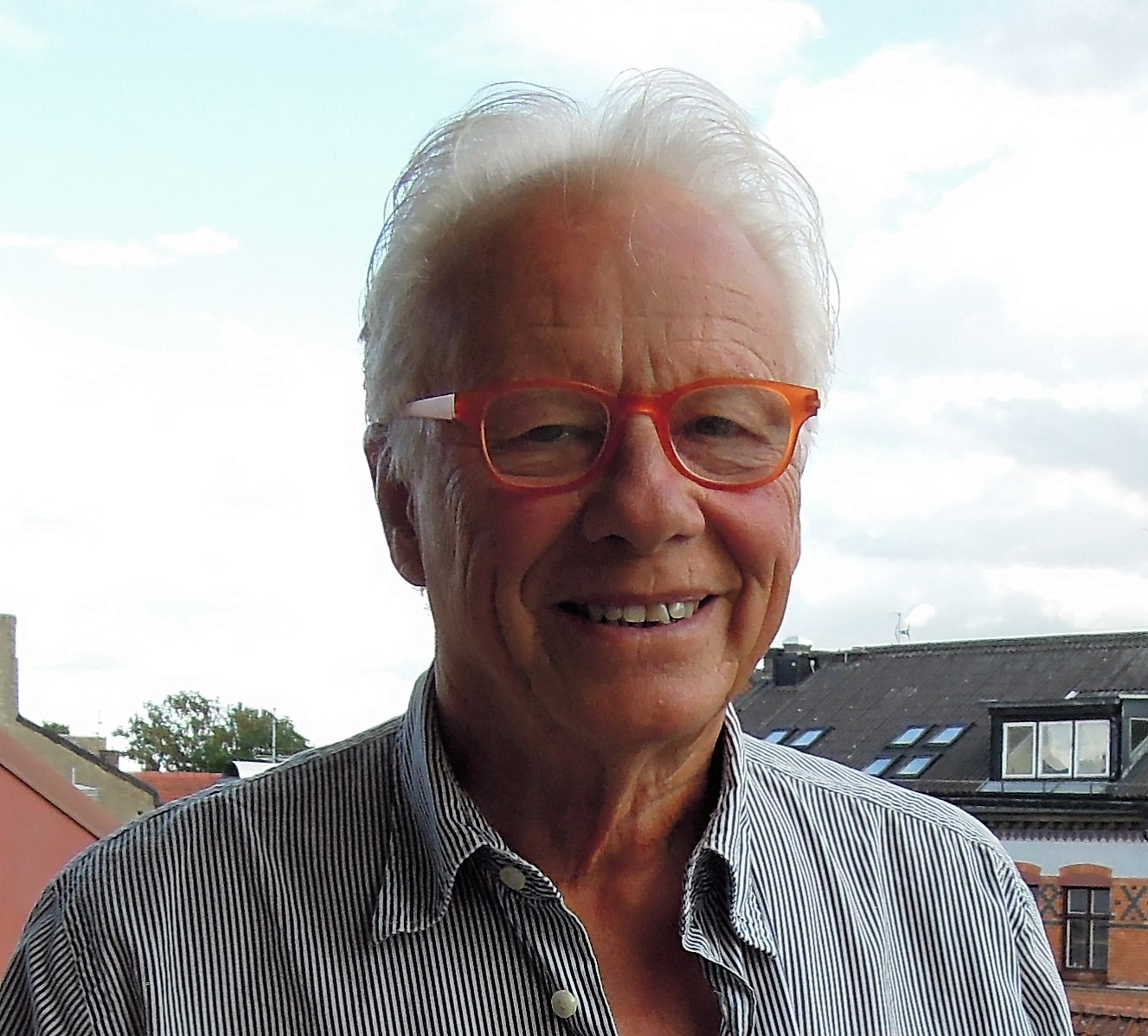
Författaren Trygve Bång

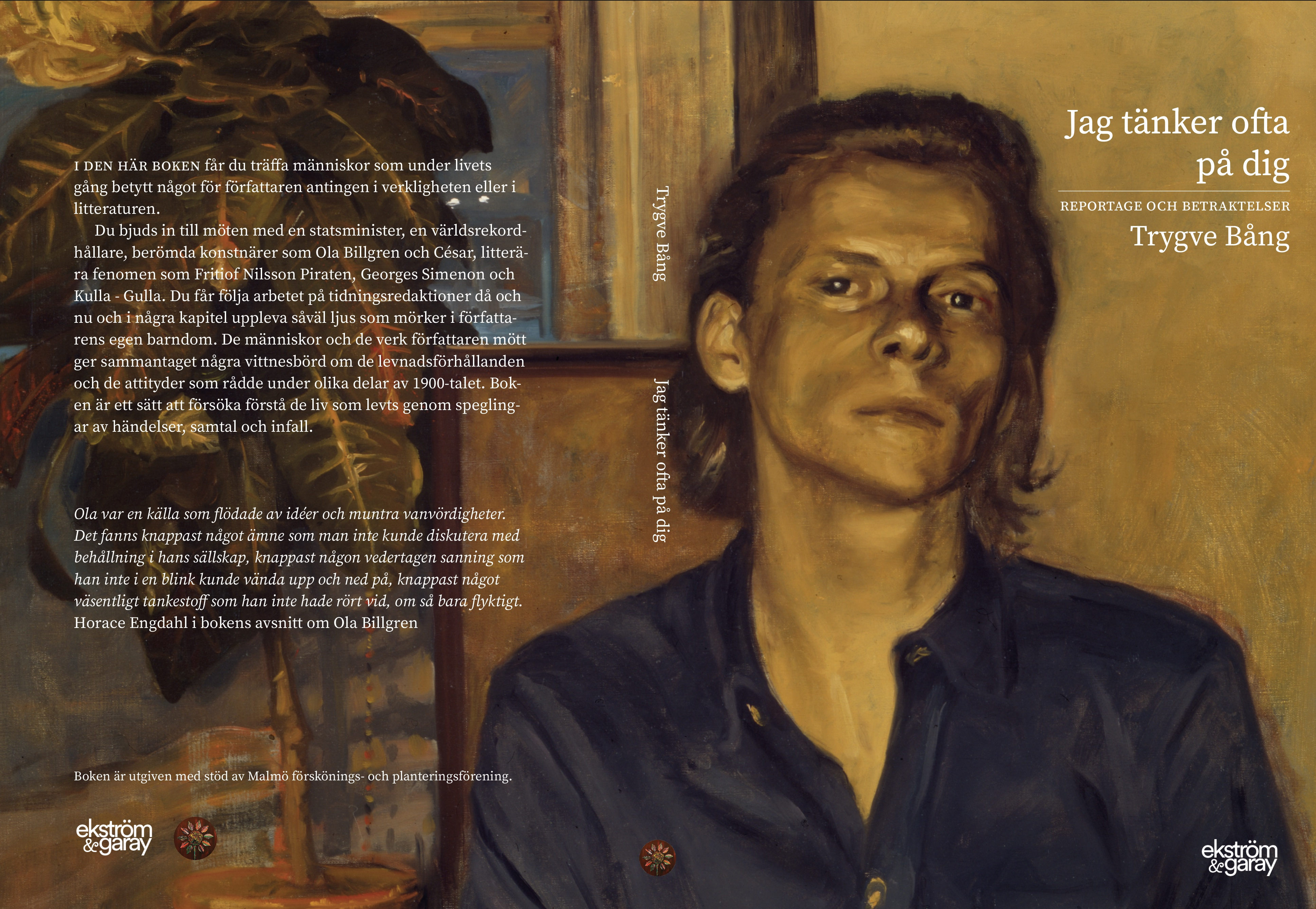
Trygve Bångs senaste bok utkom år 2021. En av vännerna som porträtteras är konstnären Ola Billgren vars självporträtt pryder bokens omslag.

Trygve Bång, folkbokförd Olof Tryggve Bång, född 11 augusti 1939 i Hässleby församling i Småland, är en svensk författare och journalist. 
Bång växte upp i Växjö och är bosatt i Malmö. Han valdes in i Sveriges Författarförbund 1997.  Åren 1999 och 2001 var han ordförande i Författarcentrum Syd. Han har också varit verksam i styrelserna för Skånes författarsällskap och Danskt-svenskt författarsällskap. Trygve Bång erhöll år 1999 Piratensällskapets Bombi Bitt-pris.